# Наксос и Малые Киклады
На́ксос и Ма́лые Кикла́ды ( Δήμος Νάξου και Μικρών Κυκλάδων) — община (дим) в Греции. Входит в периферийную единицу Наксос в периферии Южные Эгейские острова. Население 14 904 жителя по переписи 2011 года. Площадь 495,867 квадратного километра. Плотность 38,04 человека на квадратный километр. Административный центр — Наксос. Димархом на местных выборах 2014 года избран Эмануил Маргаритис (Εμμανουήλ Μαργαρίτης).
Община создана в 2010 году (ΦΕΚ 87Α) по программе «Калликратис» при слиянии упразднённых общин Дрималия и Наксос. В общину также вошли сообщества Донуса, Ираклия, Куфонисия и Схинуса.
Включает в себя остров Наксос и группу островов Малые Киклады.

## Административное деление

Административное деление общины:
1 — Наксос
2 — по часовой стрелке: Дрималия, Донуса, Куфонисия, Схинуса, Ираклия

Община Наксос и Малые Киклады делится на 6 общинных единиц.